# Caroline Attia
Pour les articles homonymes, voir Attia.
Caroline Attia, née le 4 juillet 1960 à Paris, est une skieuse alpine française, parisienne et membre du Racing Club de France (RCF). 
Ayant obtenu un diplôme de sciences économiques durant sa carrière sportive, elle arrête la compétition en 1985 pour compléter son cursus universitaire à l'Institut supérieur des affaires, devenu MBA HEC puis obtient son titre de psychologue . Elle est actuellement[Quand ?] psychologue et co-auteure d'un ouvrage dédiée à la psychologie du risque et de la finance «Financiers sur le divan ». 

## Coupe du monde
- Meilleur résultat au classement général : 21e en 1983
  - 1 victoire : 1 descente
  - 5 podiums, tous en descente : Pfronten (1979, 2e), Sansicario (1982, 1re), Schruns (1983, 3e), Megève (1983, 3e), Val d'Idère (1983, 3e)
  - En 1979 à Val d'Isère, elle se luxe l'épaule au départ de la descente du Critérium de la première neige. Elle termine malgré tout la descente avec l'épaule luxée, terminant à 3 secondes de Marie-Theres Nadig qui remporte la course [1].

### Saison par saison
- Coupe du monde 1979 : 28e au classement général
- Coupe du monde 1980 : 38e au classement général
- Coupe du monde 1981 : 44e au classement général
- Coupe du monde 1983 : 21e au classement général ; 1 victoire en descente à San Sicario
- Coupe du monde 1984 : 55e au classement général
- Coupe du monde 1985 : 53e au classement général

## Championnats de France
- Championne de France de Descente en 1979